# داوود عابدین‌زاده
داوود عابدین‌زاده چادرچی (زادهٔ ۲۹ اوت ۱۹۸۶ در تهران) یک کشتی‌گیر اهل ایران است.

## زندگی‌نامه
عابدین زاده متولد ۷ شهریور سال ۱۳۶۵ در شهریار است. او کشتی را از سن ۷ سالگی زیر نظر ناصر نوربخش و بهروز حضرتی پور آغاز کرد. این کشتی‌گیر به همراه حمید سوریان در مسابقات جوانان جهان ۲۰۰۵ در لیتوانی، قهرمان جهان شد؛ اما پس از آن با وجود قهرمانی‌های مقطعی، دیگر نتوانست درخشش خیره‌کننده خود را تکرار و همانند دوست و هم تیمی اش سوریان در سطح جهانی و المپیک افتخار آفرینی کند.

## تحصیلات
این کشتی‌گیر دانش‌آموخته دانشگاه آزاد اسلامی و دارای مدرک لیسانس تربیت بدنی از این دانشگاه است.